# Broekpak

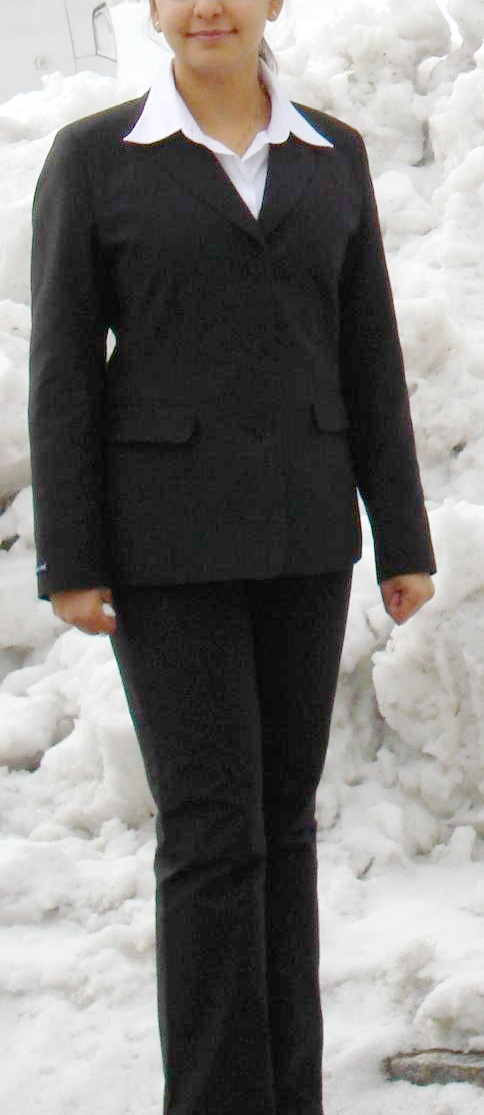

Een broekpak is een tweedelig ensemble voor vrouwen bestaand uit een broek en een blazer, colbert of jasje van dezelfde stof en (meestal) dezelfde kleur. Het geldt als formele kleding en wordt vooral gedragen als werkkleding in een zakelijke, formele sfeer. Het pak is vergelijkbaar met het herenkostuum.
Een broekpak wordt vaak gedragen door vrouwen in belangrijke (politieke) functies om gezag uit te stralen. Bekende voorbeelden zijn Hillary Clinton, Angela Merkel en Ursula von der Leyen.
Varianten zijn mogelijk door soepele en luxe stoffen te gebruiken, waardoor een broekpak ook als kleding voor een feestelijke gelegenheid geschikt kan zijn.

## Geschiedenis
In 1930 was Marlene Dietrich de eerste vrouw die in de film Morocco verscheen in een mannenbroek. In die tijd was het nog bij wet verboden voor vrouwen om mannenkleding te dragen. Het duurde dan ook nog lang voordat een broek tot de garderobe van iedere vrouw ging horen.
In 1966 ontwierp Yves Saint Laurent 'Le Smoking', het eerste broekpak voor vrouwen. Filmster Catherine Deneuve was een van de eersten die het pak in het openbaar ging dragen.Het pak was zo controversieel dat er restaurants waren die vrouwen in een dergelijk pak de toegang weigerden.
In 1970 droeg Mies Bouwman als eerste vrouw in Nederland op tv een broekpak, ontworpen door Dick Holthaus en geïnspireerd op Le Smoking. Het broekpak werd daarna een rage in Nederland.

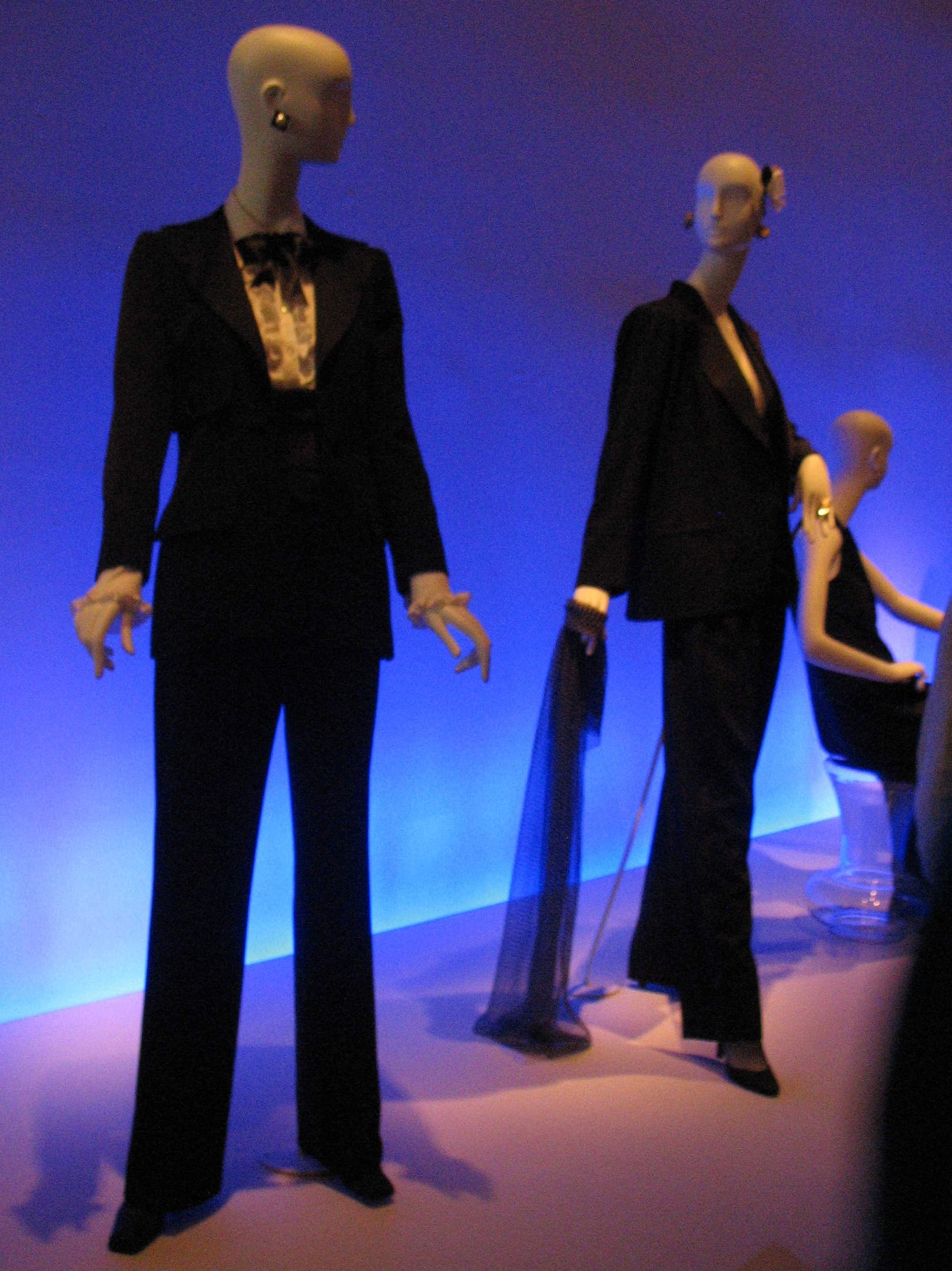
Le Smoking van Yves Saint Laurent
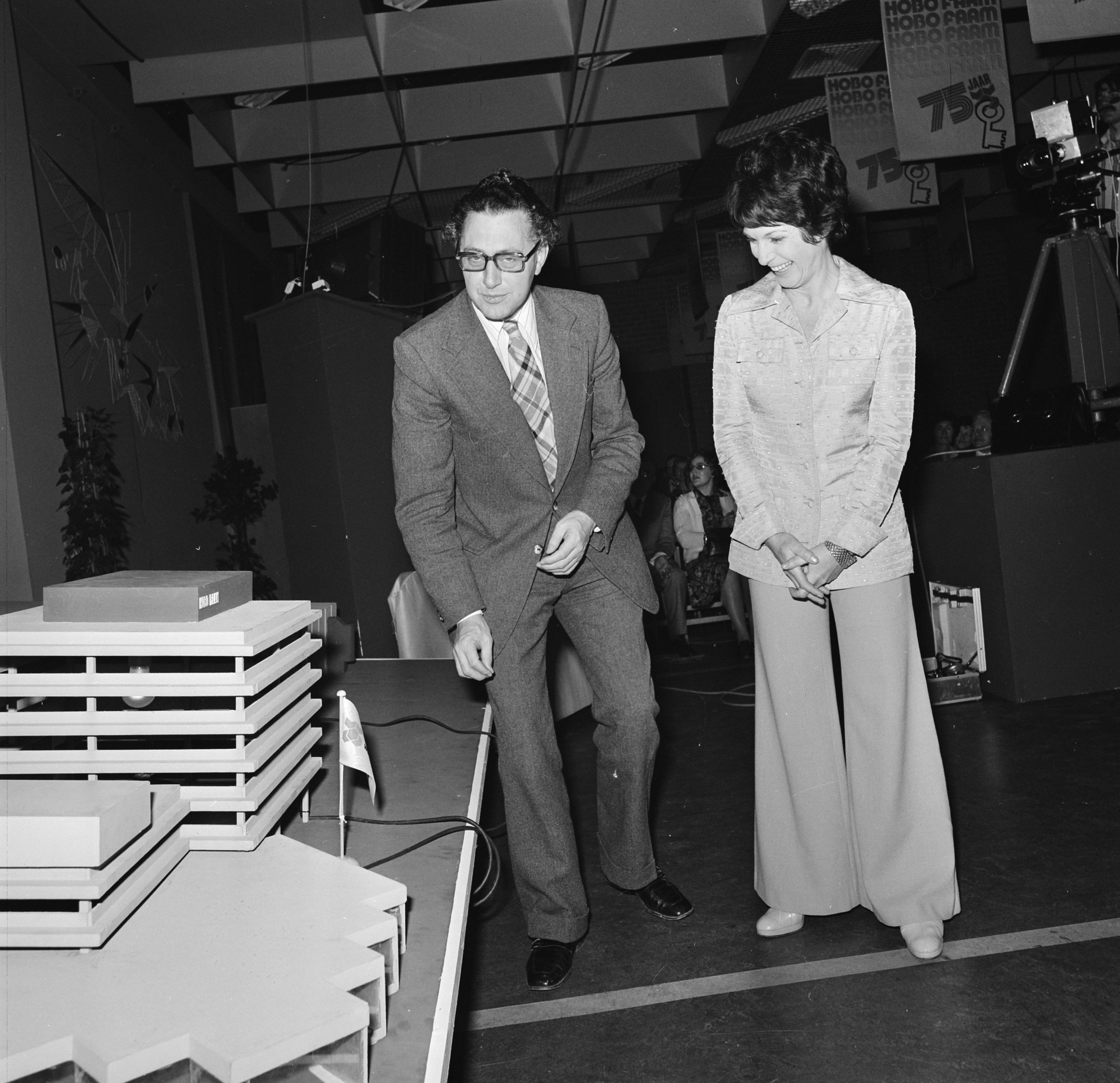
Mies Bouwman
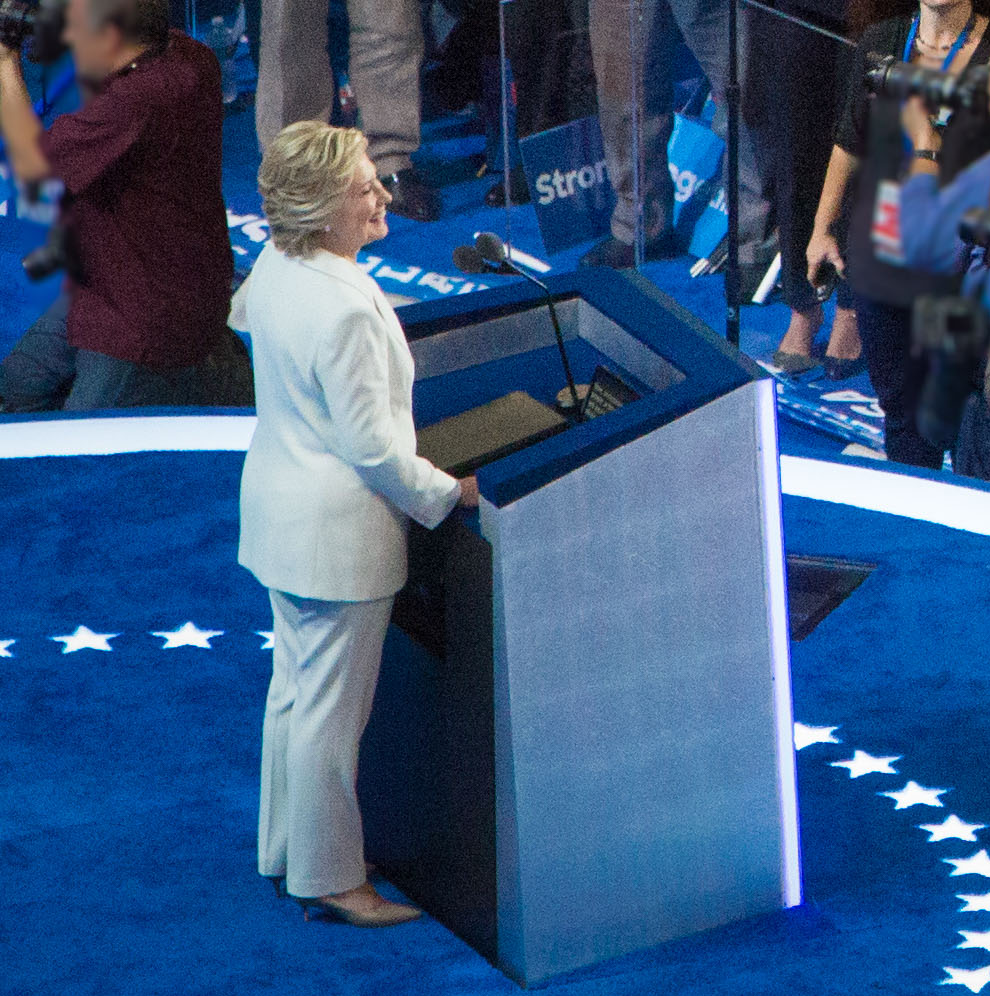
Hillary Clinton in wit broekpak, de kleur van het feminisme
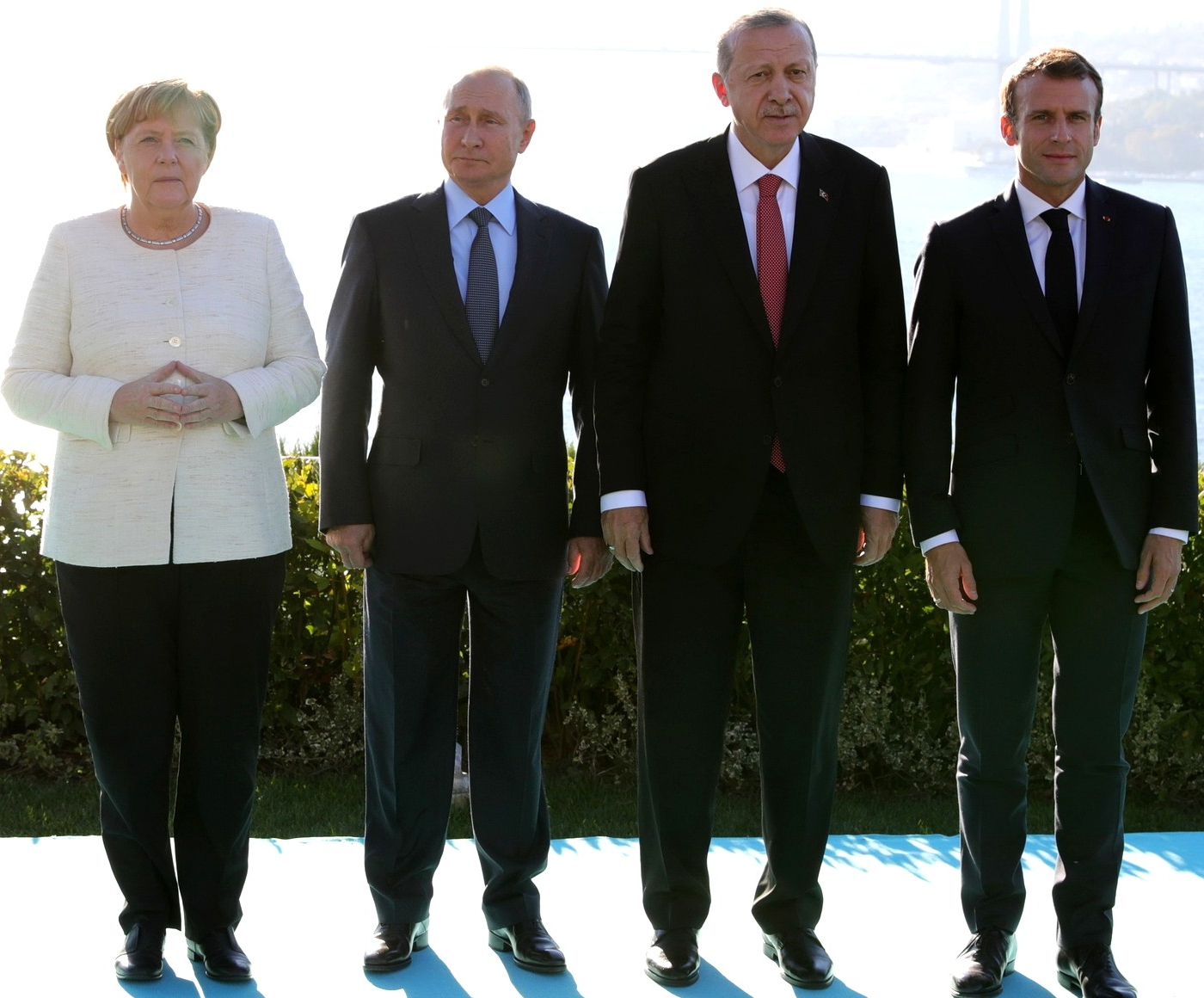
Angela Merkel
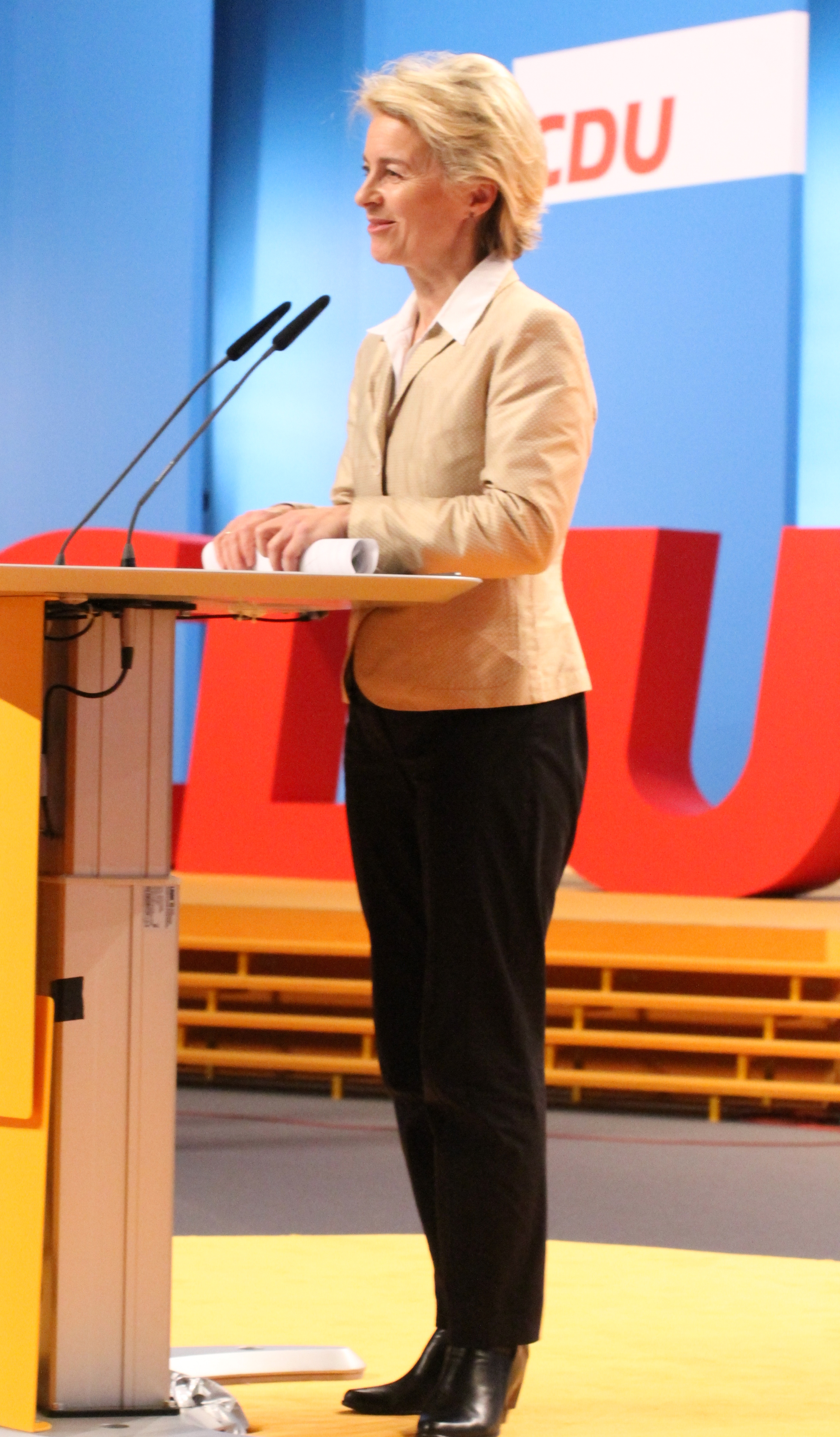
Ursula von der Leyen